# Calcaritermes
Calcaritermes är ett släkte av termiter. Calcaritermes ingår i familjen Kalotermitidae.
Kladogram enligt Catalogue of Life:
| Calcaritermes | \| \| Calcaritermes colei \| \| \| \| \| \| Calcaritermes nearcticus \| \| \| \| \| \| Calcaritermes parvinotus \| \| \| \| |
|               | \| \| Calcaritermes colei \| \| \| \| \| \| Calcaritermes nearcticus \| \| \| \| \| \| Calcaritermes parvinotus \| \| \| \| |
|               | Cryptotermes |
|               | |
|               | Glyptotermes |
|               | |
|               | Incisitermes |
|               | |
|               | Kalotermes |
|               | |
|               | Marginitermes |
|               | |
|               | Neotermes |
|               | |
|               | Paraneotermes |
|               | |
|               | Procryptotermes |
|               | |
|               | Pterotermes |
|               | |
|               | Calcaritermes colei |
|               | |
|               | Calcaritermes nearcticus |
|               | |
|               | Calcaritermes parvinotus |
|               | |

|  | Calcaritermes colei      |
|  |                          |
|  | Calcaritermes nearcticus |
|  |                          |
|  | Calcaritermes parvinotus |
|  |                          |